# Cerro Piga
Cerro Piga är ett berg i Chile, på gränsen till Bolivia.   Det ligger i provinsen Provincia del Tamarugal och regionen Región de Tarapacá, i den norra delen av landet, 1 500 km norr om huvudstaden Santiago de Chile. Toppen på Cerro Piga är 5 041 meter över havet, eller 506 meter över den omgivande terrängen. Bredden vid basen är 4,9 km.
Terrängen runt Cerro Piga är huvudsakligen kuperad, men åt nordost är den platt. Trakten runt Cerro Piga är nära nog obefolkad, med mindre än två invånare per kvadratkilometer.. 
Omgivningarna runt Cerro Piga är i huvudsak ett öppet busklandskap.